# 이정렬
이정렬(1969년 7월 25일~ )은 대한민국의 법조인이다.

## 생애
1991년 10월 제33회 사법시험에 합격했고 1994년 2월 사법연수원 23기를 수료하였다. 1997년 2월 서울지방법원 남부지원 판사로 임관한 후 2013년 6월 창원지방법원 부장판사로 퇴임했다.
대한변호사협회는 2014년 4월 등록심사 위원회를 열어 이정렬의 변호사 등록 신청을 거부했다. 등록심사 위원회 참석 위원 9인 중 5인은 등록거부 의견을, 4인은 등록찬성 의견을 냈고, 결국 등록거부를 가결했다. 대한변호사협회는 등록 거부 요지로 "이정렬 신청인이 판사로 재직 중인 2012년 1월 25일 법원 내부통신망을 통해 주심으로서 담당한 사건에 대한 심판의 합의를 공개함으로써 법원조직법에 따른 직무상 의무를 위반해 2012년 2월 21일 정직 6개월의 징계처분을 받은 사실이 인정된다. 이는 변호사법 및 변호사등록규칙의 '공무원으로 재직 중 징계처분을 받은 사실이 있거나 직무에 관한 위법행위로 퇴직한 자'에 해당한다. 이정렬 신청인이 판사로서 재직 중의 직무상 범죄는 아니지만 거주자와 층간소음 문제로 다툰 후 주차돼 있던 위층 거주자 소유의 차량을 손괴해 벌금 100만 원의 형사처벌을 받았다"라고 밝혔다.
2014년 4월 대한변호사협회로부터 변호사 등록 신청을 거부당한 뒤 법무법인 <동안>의 사무장으로 채용되었고, 2014년 6월 전국 행정 서비스 전문사무직 근로자 노동조합에 노조원으로 가입했다. 부장판사 출신이 변호사가 아닌 로펌 사무장으로 활동한 것은 이정렬이 처음이었다.
이정렬은 대한변호사협회로부터 변호사 등록 신청을 거부당한 후 "대한변협 회원으로서의 자격이 있는데, 거부한 것은 위법ㆍ부당하다"며 대한변호사협회(협회장 하창우)를 상대로 변호사 회원 지위 확인의 소를 제기했다.
2004년 양심적 병역거부자에 대해 처음으로 무죄를 선고한 판사로 유명하다. 2011년 부장판사로서 대통령 이명박을 비방하는 패러디물을 자신의 페이스북에 올려 화제가 되었고 이후 법원으로부터 서면 경고도 받았다.

## 학력
- 광성고등학교
- 서울대학교 법학 학사

## 경력
- 1991년: 제33회 사법시험 합격
- 1994년: 대한민국 육군 제11군단 법무관, 제23기 사법연수원 수료
- 1999년 ~ 2001년: 서울지방법원 판사
- 2004년: 서울남부지방법원 판사
- 2008년 2월 ~ 2010년 2월: 서울동부지방법원 판사, 서울고등법원 민사2부 판사
- 2010년 2월: 울산지방법원 부장판사
- 2011년 ~ 2013년: 창원지방법원 부장판사
- 2014년 ~ 2018년 5월 29일 : 법무법인 동안 사무장
- 2018년 5월 30일 ~ : 법무법인 동안 변호사